# Ceratomyxa labracis
Ceratomyxa labracis is een microscopische parasiet uit de familie Ceratomyxidae. Ceratomyxa labracis werd in 1993 beschreven door Sitjá-Bobadilla & Alvarez-Pellitero. 